# Martinas Rankin
Martinas Orlando Rankin (Jackson, 20 ottobre 1994) è un giocatore di football americano statunitense che milita nel ruolo di offensive tackle per i Kansas City Chiefs della National Football League (NFL).

## Carriera

### Houston Texans
Al college Rankin giocò a football con i Mississippi State Bulldogs dal 2016 al 2017. Fu scelto nel corso del terzo giro (80º assoluto) del Draft NFL 2018 dagli Houston Texans. Anche se un infortunio al piede gli fece perdere tutto il training camp, riuscì comunque a essere in campo nella gara di debutto stagionale. La sua stagione da rookie si concluse disputando tutte le 16 partite, di cui 4 come titolare.

### Kansas City Chiefs
Il 31 agosto 2019 Rankin fu scambiato con i Kansas City Chiefs per il running back Carlos Hyde.

## Palmarès
- Super Bowl : 1

Kansas City Chiefs: LIV
- American Football Conference Championship: 2

Kansas City Chiefs: 2019, 2020